# 463
463 (CDLXIII) var ett normalår som började en tisdag i den julianska kalendern.

## Händelser

### Okänt datum
- Kung Childerik I av de saliska frankerna allierar sig med den romerske generalen Aegidius mot visigoterna.

## Födda
- Houfei, kinesisk kejsare.

## Avlidna
- Frumar, kung av södra Galicien.
- Richimund, kung av norra Galicien.
- Romanus av Condat, gallisk abbot och klostergrundare.